# Шора-батыр (эпос)
«Шора-батыр» — героический эпос казахского народа. Историческим прототипом главного героя является — Чура Нарыков, имя которого фигурирует в русских летописях. Это произведение издревле исполнялось в казахской устной литературе. Существует несколько версий эпоса. В каждой из этих версий история происходит в разных регионах, действия персонажей, сюжетная линия также различаются.

## Тема эпоса
В эпосе воспеты бездетные родители Шоры, лишения, которые они пережили, откровения святого Баба Тукти Шашты Азиза, чудесное рождение Шоры, убийство Али бия, который в отсутствие Шоры издевался над его родителями, уезд Шоры в Казань; героические подвиги Шора батыра в Казани. Эта сюжетная линия встречается во всех версиях «Шора батыра». В некоторых версиях говорится, что Шора сражался с собственным сыном, рожденным от дочери врага, пришедшим в качестве пленницы. Большинство событий и персонажей произведения имеют историческую основу.

## Публикация
История издания и исследования эпоса «Шора батыр» началась в середине XIX века. В 1857 году одна из версий была записана Брониславом Залесским, польским деятелем, сосланным в казахскую степь, из уст Мырзакая, и опубликована на польском языке. В 1884 году в Казани Мухамеднажипом Галиакберовым был опубликован под названием «Қисса-и Нәріктің ұғлы Шора батыр». В 1895 году Абубакир Диваев опубликовал прозаическую версию акына Майлыкожи на русском языке. После этого в 1922 году в Ташкенте были изданы две разные версии эпоса, записанные Диваевым, а в 1939 году она была опубликована в сборнике «Батырлар жыры», изданном в Алма-Ате. Версия, записанная Ауелбеком Коныратбаевым из уст Кызыл-жырау в 1945 году, сейчас хранится в фонде Центральной научной библиотеки в Алматы. В 1981 году из уст жыршы Болатбека Ердаулетулы узбекский ученый-фольклорист казахского происхождения Кыдырали Саттаров записал еще один объёмный и художественный вариант эпоса «Шора-батыр», и выпустил его в 1993 году в Алматы в виде отдельной книги издательства «Жалын».

## Исследования
Первое научное мнение о эпосе «Шора-батыр» высказал Чокан Валиханов. В свое время эпос «Шора-батыр» исследовали Павел Фалёв, Сакен Сейфуллин, Хажим Джумалиев, Сабит Муканов, Бейсембай Кенжебаев, Александр Орлов. Мухтар Ауэзов в своем исследовании «История литературы» (1927 год) классифицировал виды устной литературы и включил поэму «Шора-батыр» в число сказаний о героях. Рахманкул Бердибаев рассмотрел эпос с точки зрения научной методологии. Альмагамбет Оспанулы и Толеген Токбергенов также внесли свой вклад в изучении эпоса «Шора-батыр».

## Запрет
В 1947 году в постановлении ЦК Компартии Казахстана о литературе и искусстве, противоречащих интересам нации, эпос «Шора-батыр» в числе многих ценных памятников устного творчества казахского народа был признан «феодально-реакционным, буржуазно-националистическим и религиозным произведением» и долгое время находился под запретом. Только в результате демократических изменений в 1989 году эпос «Шора-батыр» вновь вернулся к народу и стал достоянием поколений.